# Джефф Тіг (баскетболіст)
Джеффрі Демарко Тіг (англ. Jeffrey Demarco Teague, нар. 10 червня 1988, Індіанаполіс, США) — американський професіональний баскетболіст, який виступа на позиції розігруючого захисника за декілька команд НБА. Згодом — регіональний скаут «Атланти Гокс».

## Ігрова кар'єра

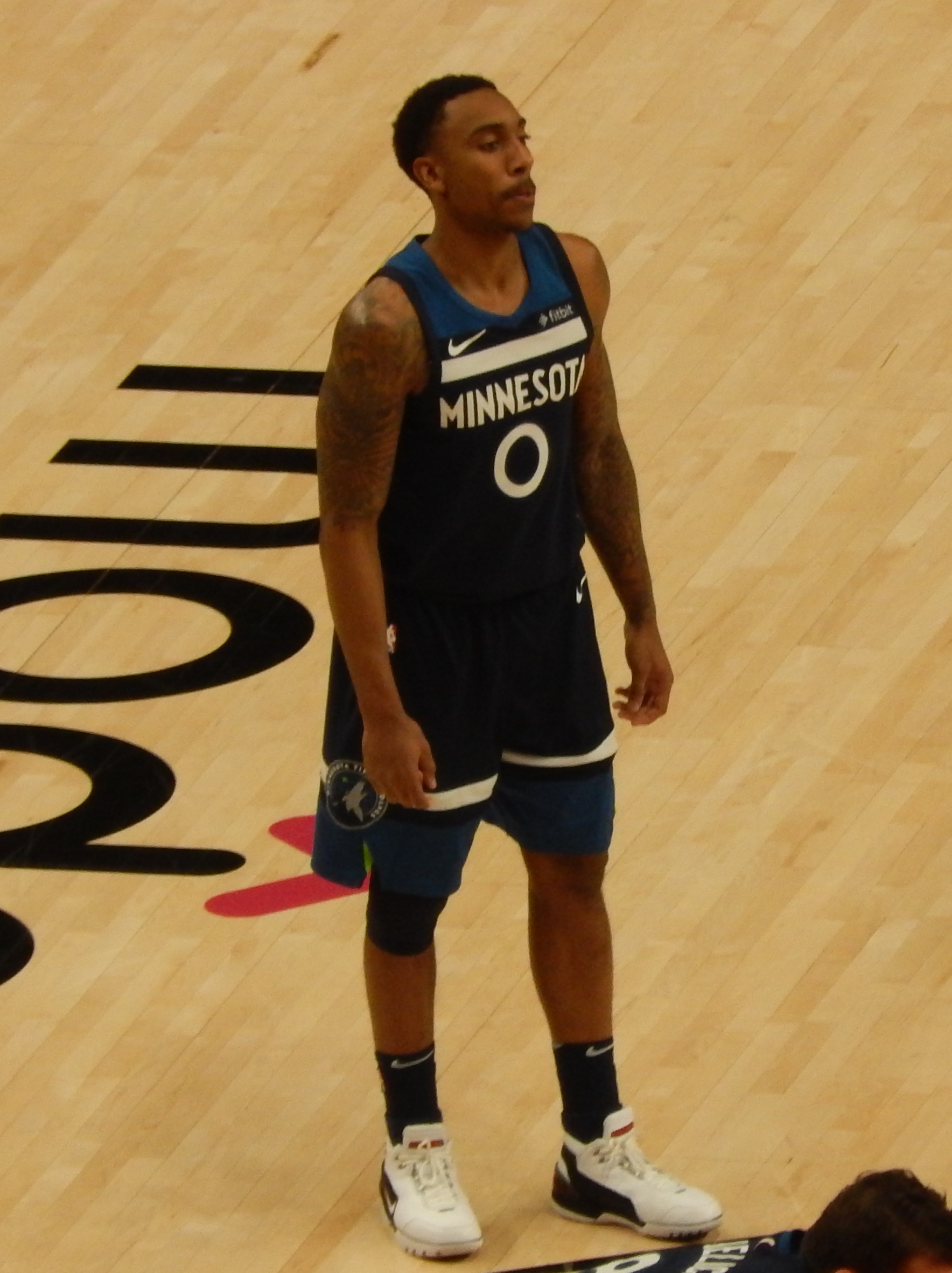
Тіг у березні 2018 року

На університетському рівні грав за команду Вейк Форест (2007–2009). 
2009 року був обраний у першому раунді драфту НБА під загальним 19-м номером командою «Атланта Гокс». Професійну кар'єру розпочав 2009 року виступами за тих же «Атланта Гокс», захищав кольори команди з Атланти протягом наступних 7 сезонів. 14 квітня 2010 року у матчі проти «Клівленд Кавальєрс» набрав 24 очки, 15 асистів та 5 підбирань, що стало його особистим рекордом за всіма цими показниками.
12 березня 2011 року повторив рекорд результативності, набравши 24 очки у матчі проти «Портленд Трейл-Блейзерс».
16 січня 2013 року вже набрав 28 очок у матчі проти «Бруклін Нетс». Згодом взяв участь у конкурсі вмінь під час зіркового вікенду.
26 грудня 2013 року набрав 34 очки у матчі проти «Клівленда», а 18 березня 2014 року повторив це у матчі проти «Торонто Репторз».
29 січня 2015 року був запрошений для участі у матчі всіх зірок НБА. У плей-оф допоміг команді дійти до фіналу Східної конференції, де «Атланта» поступилася «Клівленду».
У сезоні 2015-2016 роль Тіга поступово почала знижуватись, коли в боротьбу за місце в стартовому складі включився розігруючий Денніс Шредер. Врешті, Тіг допоміг команді пробитися до плей-оф, де вона дійшла до другого раунду та поступилася «Клівленду».
З 2016 по 2017 рік грав у складі «Індіана Пейсерз». 30 грудня 2016 року в матчі проти «Чикаго Буллз» зробив 17 результативних передач, що стало його особистим рекордом. За сезон зіграв у всіх 82 матчах, що було вперше з часів Майка Данліві сезону 2007-2008.
2017 року став гравцем «Міннесота Тімбервулвз», підписавши трирічний контракт на суму 57 млн. доларів.
16 січня 2020 року разом з Тревоном Гремом був обміняний на Аллена Крабба до «Атланти».
30 листопада 2020 року підписав контракт з «Бостон Селтікс».
25 березня 2021 року був обміняний до «Орландо Меджик» і через два дні відрахований з команди.
1 квітня 2021 року підписав контракт з «Мілвокі Бакс». Разом з командою дійшов до фіналу НБА, де «Бакс» обіграли «Фінікс Санз» і стали чемпіонами НБА.

## Статистика виступів в НБА
| † | Позначає сезон, в якому ставав чемпіоном НБА |

### Регулярний сезон
| Сезон              | Команда                 | GP  | GS  | MPG  | FG%  | 3P%   | FT%  | RPG | APG | SPG | BPG | PPG  |
| ------------------ | ----------------------- | --- | --- | ---- | ---- | ----- | ---- | --- | --- | --- | --- | ---- |
| 2009–10            | «Атланта Гокс»          | 71  | 3   | 10.1 | .396 | .219  | .837 | .9  | 1.7 | .5  | .2  | 3.2  |
| 2010–11            | «Атланта Гокс»          | 70  | 7   | 13.8 | .438 | .375  | .794 | 1.5 | 2.0 | .6  | .4  | 5.2  |
| 2011–12            | «Атланта Гокс»          | 66  | 66  | 33.1 | .476 | .342  | .757 | 2.4 | 4.9 | 1.6 | .6  | 12.6 |
| 2012–13            | «Атланта Гокс»          | 80  | 78  | 32.9 | .451 | .359  | .881 | 2.3 | 7.2 | 1.5 | .4  | 14.6 |
| 2013–14            | «Атланта Гокс»          | 79  | 79  | 32.2 | .438 | .329  | .846 | 2.6 | 6.7 | 1.1 | .2  | 16.5 |
| 2014–15            | «Атланта Гокс»          | 73  | 72  | 30.5 | .460 | .343  | .862 | 2.5 | 7.0 | 1.7 | .4  | 15.9 |
| 2015–16            | «Атланта Гокс»          | 79  | 78  | 28.5 | .439 | .400  | .837 | 2.7 | 5.9 | 1.2 | .3  | 15.7 |
| 2016–17            | «Індіана Пейсерз»       | 82  | 82  | 32.4 | .442 | .357  | .867 | 4.0 | 7.8 | 1.2 | .4  | 15.3 |
| 2017–18            | «Міннесота Тімбервулвз» | 70  | 70  | 33.0 | .446 | .368  | .845 | 3.0 | 7.0 | 1.5 | .3  | 14.2 |
| 2018–19            | «Міннесота Тімбервулвз» | 42  | 41  | 30.1 | .423 | .333  | .804 | 2.5 | 8.2 | 1.0 | .4  | 12.1 |
| 2019–20            | «Атланта Гокс»          | 25  | 4   | 20.8 | .412 | .333  | .887 | 2.2 | 4.0 | .8  | .2  | 7.7  |
| 2020–21            | «Бостон Селтікс»        | 34  | 5   | 18.1 | .415 | .464  | .836 | 1.7 | 2.1 | .8  | .2  | 6.9  |
| 2020–21†           | «Мілвокі Бакс»          | 21  | 2   | 15.9 | .469 | .385  | .864 | 1.5 | 2.8 | .4  | .2  | 6.6  |
| Усього за кар'єру  | Усього за кар'єру       | 826 | 600 | 26.8 | .444 | .360  | .844 | 2.4 | 5.6 | 1.1 | .3  | 12.2 |
| В іграх усіх зірок | В іграх усіх зірок      | 1   | 0   | 13.4 | .667 | 1.000 | .000 | 1.0 | 2.0 | 2.0 | .0  | 14.0 |

### Плей-оф
| Сезон             | Команда                 | GP | GS | MPG  | FG%  | 3P%  | FT%  | RPG | APG | SPG | BPG | PPG  |
| ----------------- | ----------------------- | -- | -- | ---- | ---- | ---- | ---- | --- | --- | --- | --- | ---- |
| 2010              | «Атланта Гокс»          | 9  | 0  | 6.6  | .333 | .400 | –    | .2  | .4  | .3  | .1  | 1.8  |
| 2011              | «Атланта Гокс»          | 8  | 6  | 29.8 | .514 | .143 | .826 | 2.1 | 3.5 | .8  | .4  | 11.8 |
| 2012              | «Атланта Гокс»          | 6  | 6  | 37.5 | .411 | .412 | .895 | 3.7 | 4.2 | .8  | .8  | 14.0 |
| 2013              | «Атланта Гокс»          | 6  | 6  | 35.5 | .333 | .300 | .821 | 2.8 | 5.0 | 1.5 | .3  | 13.3 |
| 2014              | «Атланта Гокс»          | 7  | 7  | 34.6 | .393 | .333 | .950 | 3.7 | 5.0 | 1.0 | .6  | 19.3 |
| 2015              | «Атланта Гокс»          | 16 | 16 | 33.1 | .410 | .323 | .867 | 3.2 | 6.7 | 1.5 | .4  | 16.8 |
| 2016              | «Атланта Гокс»          | 10 | 10 | 27.9 | .380 | .250 | .846 | 1.9 | 6.2 | .6  | .2  | 14.5 |
| 2017              | «Індіана Пейсерз»       | 4  | 4  | 35.5 | .489 | .529 | .833 | 3.3 | 6.3 | 1.0 | .8  | 17.0 |
| 2018              | «Міннесота Тімбервулвз» | 5  | 5  | 30.6 | .451 | .389 | .706 | 3.6 | 5.8 | .6  | .4  | 13.0 |
| 2021†             | «Мілвокі Бакс»          | 16 | 0  | 7.4  | .290 | .455 | .818 | .5  | .8  | .2  | .0  | 2.0  |
| Усього за кар'єру | Усього за кар'єру       | 87 | 60 | 25.3 | .405 | .343 | .854 | 2.2 | 4.1 | .8  | .3  | 11.4 |